# Architrackz
Architrackz, artiestennaam van Dwayne Leroy Biekman (Amsterdam, 28 maart 1992), is een Nederlandse muziekproducent, liedschrijver, rapper en presentator. Na een korte carrière als rapper, begon hij in 2016 met het produceren van beats. Sindsdien heeft hij geproduceerd voor vele artiesten in de Nederlandse hiphopscene en vijf albums uitgebracht.

## Biografie
Biekman is opgegroeid in het Amsterdamse stadsdeel Oost, heeft Surinaamse roots en voetbalde in de jeugd van AVV Zeeburgia. Hij werd gescout door AFC Ajax, maar belandde door een blessure uiteindelijk niet in de jeugdopleiding van deze club. Beseffende dat zijn voetbalcarrière niet ging lukken, besloot Biekman zijn focus te verleggen op het maken van muziek. In 2012 deed hij als Dwayne Meerzorg  mee met het muziekprogramma The Next MC, maar hier kwam hier niet door de audities. Hij ging enkele jaren door als rapper, bracht in 2015 zelfs de ep Alleen God weet uit, maar had hier geen grote successen mee.
In 2015 werd hij door Chivv van SBMG de studio in gevraagd voor het maken van een beat, omdat Chivv wist dat Biekman keyboard kon spelen. Het resultaat uit deze sessie was Ze wilt niet van SBMG en Emms van het album Richting kraaie, welke gelijk een notering had in de Single Top 100. Hierna besloot Biekman dat hij de wissel ging maken van rapper naar producer en koos hij de artiestennaam Architrackz. De eerste periode combineerde Architrackz zijn carrière als producer met een functie als pizzabezorger. Hij produceerde voor verschillende opkomende rappers als SBMG, Frenna en Sevn Alias, maar brak definitief door nadat Kempi rapte op een door hem geproduceerde beat. Door hem geproduceerde hits uit het begin van zijn producerscarrière zijn onder andere Op de weg, van Equalz, Adje en Cho, Langs je rij van SBMG en Kevin, Volgende stap van Jayh en Laat niet los van Jairzinho en Jonna Fraser. Ook begon hij nummers uit te brengen waarbij hij zelf als uitvoerend artiest was genoteerd, zoals Flex op me ex met Chivv en Gespend met LouiVos en Mula B. Gespend heeft in Nederland de gouden status.
Architrackz bracht in 2018 met Adje zijn eerste album uit met de titel Alles groot. Dit album telde negen nummers, allemaal geproduceerd door Architrackz. In hetzelfde jaar bracht Architrackz tevens zijn eerste solo-album uit; Dashawn, vernoemd naar zijn zoontje. Op dit album zijn verschillende gastbijdrages te vinden, namelijk van Adje, Bryan Mg, Casey, Cho, Chivv, Clandistino, Equalz, Eves Laurent, Hef, Keizer, LouiVos, Mula B, Priester, Shanee en ValsBezig. Het album bereikte de top twintig van de Album Top 100 en de single Chemisty werd een hit, resulterend in platina status in Nederland. Ter promotie van het album werd een 101Barz-sessie gedaan op de beats van Architrackz, gerapt door JoeyAK, Broertje, Adje, Casey, ValsBezig en Priester. 
Met Bryan Mg had Architrackz in 2019 een hit met Hard 2 Get en later in dat jaar kwam hij met het album Blessings & Life Lessons. Ditmaal waren de meewerkende artiesten Famke Louise, Zoë Tauran, Cho, Bryan Mg, Chivv, Adje, Aliyah, Csproducer, Wawa en Kempi. Het nummer Ik mis je met Kempi bereikte de Single Top 100 en heeft de gouden status. In dat jaar deed Architrackz samen met Bryan Mg een volgende 101Barz-sessie, waarbij hij zelf ook rapte, iets wat in de jaren erna weer ook steeds vaker op zijn eigen nummers ging gebeuren. In 2020 werd er gescoord met de single Ondernemer met Kempi, Wawa en Bryan Mg en in 2021 kwam de producer met het volgende album Surinaams goud. Ook dit album stond genoteerd in de Album Top 100 en heeft gastbijdrages van Aliyah, Bokoesam, Bryan Mg, Wawa, Kempi, Bizzey, Poke, U-Niq, Rich Kalashh, Famke Louise, Jerr, Dystinct en Qlas & Blacka. Op de cover van het album is de familie van Biekman te zien.
Na jaren van vele samenwerkingen, kwamen Bryan Mg en Architrackz in 2022 samen om een album te maken, resulterend in Perfecte Timing. In het najaar van 2022 deden de twee artiesten samen een 101Barz-studiosessie. In de jaren erna werden verschillende singles uitgebracht, waarvan Beetje fout met Yssi SB uit 2024 het meeste succes had. In 2024 presenteerde Architrackz in samenwerking met NPO FunX de YouTube-serie Villa Architrackz, waarbij hij in een villa opkomende Nederlandse hiphopartiesten interviewt.

## Muziekstijl
In de beats die Architrackz maakt, worden verschillende genres gemixt. Zo maakt hij veel hiphop- en trapbeats, waarbij hij deze mixt met Kawina, een muziekstijl die hij kent door zijn Surinaamse roots. Ook gebruikt hij in zijn nummers de genres dancehall en afrobeats.

## Discografie

### Albums en ep's
| Album                          | Verschijnen      | Label              | Hitlijsten | Hitlijsten | Hitlijsten | Hitlijsten | Opmerkingen                     |
| Album                          | Verschijnen      | Label              | BE (VL)    | BE (VL)    | NL         | NL         | Opmerkingen                     |
| Album                          | Verschijnen      | Label              | Piek       | Weken      | Piek       | Weken      | Opmerkingen                     |
| ------------------------------ | ---------------- | ------------------ | ---------- | ---------- | ---------- | ---------- | ------------------------------- |
| Alleen God weet                | 15 juni 2015     | Eigen beheer       | —          | —          | —          | —          | Extended play                   |
| Alles groot (met Adje)         | 22 juni 2018     | Follow the Eagle   | 105        | 1          | 12         | 5          | Studioalbum                     |
| Dashawn                        | 24 augustus 2018 | Artsounds          | —          | —          | 14         | 9          | Studioalbum                     |
| Blessings & Life Lessons       | 22 november 2019 | Striker Recordings | —          | —          | 32         | 4          | Studioalbum                     |
| Surinaams goud                 | 28 mei 2021      | Striker Recordings | —          | —          | 41         | 3          | Studioalbum / goud in Nederland |
| Perfecte timing (met Bryan Mg) | 3 maart 2022     | Striker Recordings | —          | —          | 12         | 14         | Studioalbum                     |

### Nummers met notering(en) in een hitlijst
| Lied                                     | Verschijnen      | Album                                       | Hitlijsten   | Hitlijsten   | Opmerkingen          |
| Lied                                     | Verschijnen      | Album                                       | NL (Top 100) | NL (Top 100) | Opmerkingen          |
| Lied                                     | Verschijnen      | Album                                       | Piek         | Weken        | Opmerkingen          |
| ---------------------------------------- | ---------------- | ------------------------------------------- | ------------ | ------------ | -------------------- |
| Flex op me ex (met Chivv)                | 17 februari 2017 | Dashawn                                     | 95           | 1            |                      |
| Gespend (met LouiVos en Mula B)          | 28 april 2017    | Dashawn                                     | 63           | 3            | Goud in Nederland    |
| Chemistry (met Cho, Equalz en Mula B)    | 23 augustus 2018 | Dashawn                                     | 35           | 14           | Platina in Nederland |
| Hard 2 Get (met Bryan Mg)                | 5 april 2019     | MGSEASON 2 (van Bryan Mg)                   | 38           | 31           | Platina in Nederland |
| Single (met Cho en Equalz)               | 28 juni 2019     | —                                           | 87           | 2            |                      |
| Ik mis je (met Kempi)                    | 23 augustus 2019 | Blessings & Life Lessons                    | 67           | 2            | Goud in Nederland    |
| Ondernemer (met Kempi, Wawa en Bryan Mg) | 30 juli 2020     | Surinaams goud (bonustrack) Perfecte timing | 74           | 6            | Platina in Nederland |
| Beetje fout (met Yssi SB)                | 22 maart 2024    | —                                           | 65           | 3            |                      |